# Wyvern – Die Rückkehr der Drachen
Wyvern – Die Rückkehr der Drachen (Originaltitel: Wyvern) ist ein kanadisch-US-amerikanischer Fantasy-Horrorfilm aus dem Jahr 2009. Unter der Regie von Steven R. Monroe wurde der zur Ausstrahlung als Fernsehfilm bestimmte Streifen, der den Konflikt zwischen einem aus dem ewigen Eis des Nordens befreiten Drachen und einem alaskischen Dörfchen thematisiert, in und um Vancouver abgedreht und am 31. Januar 2009 auf Syfy erstausgestrahlt. Passabel kritisiert, erschien Wyvern – Die Rückkehr der Drachen am 9. April 2010 als DVD- und Blu-ray-Ausführung in Deutschland.

## Handlung
Die globale Erwärmung ist real. Diese Tatsache bekommen auch die Bewohner des im Norden Alaskas gelegenen Beaver Mills zu spüren – allerdings in anderer Form als ihre Mitmenschen rund um den Globus. Denn das Abtauen des arktischen Eises befreit einen Drachen, der sich sofort daran macht, unbeirrte Seelen zu verspeisen. Als nun auch Beaver Mills in das Einzugsgebiet des fliegenden Ungetüms gerät und erste Opfer zu beklagen sind, schmiedet der ortsansässige Jake Suttner einen Plan: da das Reptil vor kurzer Zeit Eier gelegt hat und so eine Problem-Vervielfachung droht, will Jake diese aus dessen Nest stehlen und sie als Köder für eine tödliche Falle verwenden. Doch das Muttertier ahnt augenscheinlich, was ihrer Brut droht – für beide Kontrahenten läuft alles auf einen finalen Kampf hinaus.

## Synchronisation
| Rolle                  | Darsteller    | Synchronsprecher   |
| ---------------------- | ------------- | ------------------ |
| Jake Suttner           | Nick Chinlund | Crock Krumbiegel   |
| Chief Dawson           | John Shaw     | Kai Taschner       |
| Claire                 | Erin Karpluk  | Christine Stichler |
| Colonel Travis Sherman | Don S. Davis  | Hans-Rainer Müller |
| Edna                   | Karen Austin  | Marion Hartmann    |
| Haas                   | Barry Corbin  | Manfred Erdmann    |
| Hampton                | Tinsel Korey  | Marieke Oeffinger  |

## Rezeption
Wyvern – Die Rückkehr der Drachen wurde mit durchschnittlichen Bewertungen bedacht. So nennt kino.de die Produktion einen „effektvollen TV-Horrorfilm mit … vergleichsweise ausführlichen Drachenszenen.“ Außerdem sei er „nicht zuletzt dank gut gezeichneter Charaktere ein Fall für höhere Ränge.“ Die Kritiker der Programmzeitschrift TV Spielfilm fassen zusammen: „Eine Urzeitkreatur attackiert in Alaska kauzige Dorfbewohner“ vergeben einen symbolischen „Daumen zur Seite“.